# 심켄트

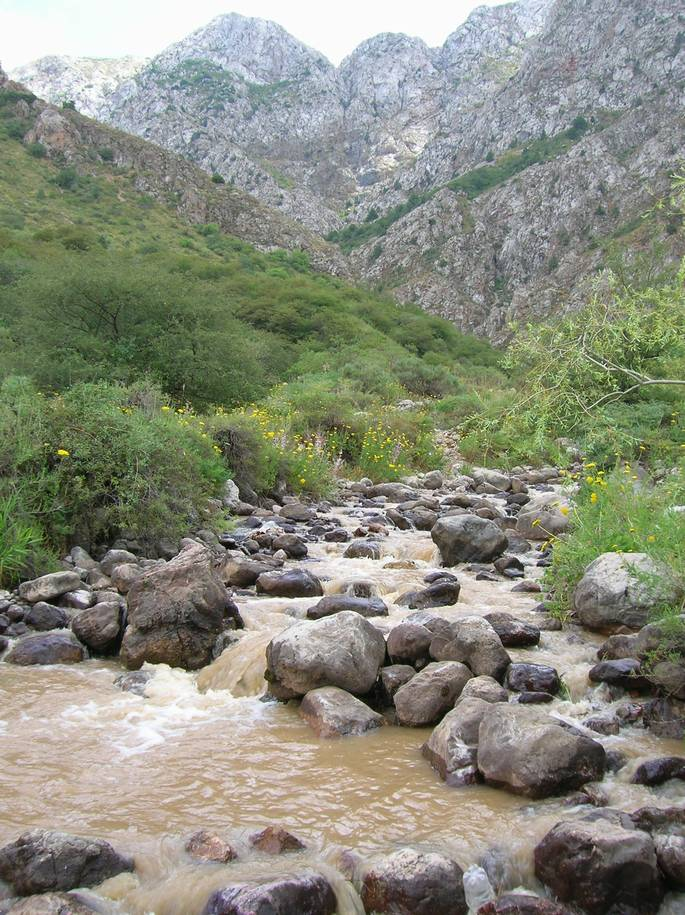
심켄트 외곽의 산맥

심켄트(카자흐어: Шымкент)는 알마티와 아스타나에 이은 카자흐스탄 제3의 도시로, 카자흐스탄에서 가장 인구밀도가 높은 지역이다. 교통의 요지로 튀르키스탄-시베리아 철도가 지나가며, 심켄트 국제공항도 자리하고 있다. 심켄트는 알마티에서 서쪽으로 690㎞, 우즈베키스탄의 타슈켄트로부터 북쪽으로 120㎞ 떨어져 있다.

## 지명
'심켄트'는 잔디를 뜻하는 Shym과 도시를 뜻하는 Kent, 두 단어가 더해져 만들어졌다. 심켄트와 침켄트는 각각 카자흐어와 우즈베크어이다. 카자흐스탄이 독립을 한 뒤, 도시들의 이름을 카자흐어에 맞추어 바꾸는 정부 캠페인을 따라 1993년 최초의 이름인 Shymkent라 불리게 되었지만, 새로운 이름을 키릴 문자로 쓸 때 문제가 생겼다. 카자흐스탄의 헌법으로 성문화한 Шымкент(Shymkent)의 정식 철자가 '문자 ы이 문자 ш 뒤에 올 수 없다.'는 러시아어의 철자 규칙을 어기게 된 것이다. 결국 새로운 이름인 Шымкент(Shymkent)는 오직 카자흐스탄에서만 쓰이게 되었고, 다른 러시아어권 나라들은 우즈벡어 철자인 Чимкент(Chimkent)를 쓰고 있다.

## 역사
심켄트는 동쪽으로 약 10㎞ 떨어진 실크로드 마을인 사이람을 보호하는 카라반세라이(caravanserai, 대상의 숙사)로써 12세기에 설립되었다. 심켄트는 유목민들과 정착한 사람들 사이의 무역을 위한 중심 시장으로 성장했지만, 징기스칸을 비롯한 칸의 군대, 유목민들의 공격에 의해 몇 차례 파괴되기도 하였다. 한때 코칸트 한국의 일부였던 심켄트는 1810년에 부카라 에미레이트(Emirate of Bukhara)의 지방이 되었고, 1864년 러시아 제국으로 합병되었다. 심켄트는 1914년에 체르냐에프(Chernyaev)로, 1924년에는 침켄트(Chimkent)로 이름이 바뀌었다.
심켄트는 원래 남카자흐스탄주의 주도였으나, 2018년 6월 19일을 기해 별도의 행정 구역으로 분리되었다. 이에 따라 남카자흐스탄주의 주도가 투르키스탄으로 바뀌었고 남카자흐스탄주는 투르키스탄주로 이름을 바꿨다.

## 인구
| 연도 | 인구      | ±%      |
| ---- | --------- | ------- |
| 1897 | 11,194    | —       |
| 1908 | 17,000    | +51.9%  |
| 1913 | 19,000    | +11.8%  |
| 1939 | 74,000    | +289.5% |
| 1959 | 153,000   | +106.8% |
| 1970 | 247,000   | +61.4%  |
| 1977 | 303,000   | +22.7%  |
| 1979 | 321,535   | +6.1%   |
| 1989 | 392,977   | +22.2%  |
| 1992 | 405,500   | +3.2%   |
| 1993 | 409,700   | +1.0%   |
| 1994 | 411,400   | +0.4%   |
| 1995 | 414,400   | +0.7%   |
| 1996 | 417,900   | +0.8%   |
| 1997 | 417,400   | −0.1%   |
| 1998 | 419,700   | +0.6%   |
| 1999 | 435,300   | +3.7%   |
| 2000 | 482,900   | +10.9%  |
| 2001 | 502,700   | +4.1%   |
| 2002 | 506,700   | +0.8%   |
| 2003 | 513,100   | +1.3%   |
| 2004 | 521,200   | +1.6%   |
| 2005 | 526,100   | +0.9%   |
| 2006 | 535,100   | +1.7%   |
| 2007 | 554,600   | +3.6%   |
| 2008 | 602,300   | +8.6%   |
| 2009 | 615,000   | +2.1%   |
| 2010 | 629,100   | +2.3%   |
| 2011 | 642,600   | +2.1%   |
| 2012 | 662,300   | +3.1%   |
| 2013 | 683,300   | +3.2%   |
| 2015 | 858,147   | +25.6%  |
| 2016 | 885,799   | +3.2%   |
| 2017 | 932,234   | +5.2%   |
| 2018 | 1,002,291 | +7.5%   |
| 2019 | 1,023,618 | +2.1%   |
| 2020 | 1,056,309 | +3.2%   |

2018년 기준 인구는 100만을 넘겼다.
- 카자흐인 55.7%
- 러시아인 15.7%
- 우즈베크인 15%
- 타타르족 2.7%
- 나머지 8.2%(아제르바이잔인, 우크라이나인, 한민족)[1][2]

## 경제
납 채광의 발달로, 1930년대부터 산업이 성장하기 시작하였다.
납 제련소는 1934년(혹은 1938년)에 세워져, 소비에트 연방의 금속 자원 조달에 주요한 역할을 하였다.
현재는 납, 아연, 직물, 식료품, 제약 등의 산업 동력을 가지고 있다. 또한 심켄트에는 중규모의 정제소가 있다.

## 스포츠
- FC 오르다바시

## 기후
심켄트의 기후는 쾨펜의 기후 구분에 따르면 고지 지중해성 기후(습윤 대륙성 기후, Dsa)로 판정되어 있다. 다른 측면을 가진 성질이 있는 기후인 지중해성 기후(Csa)를 때때로는 띄기도 하며 여름에는 강우량이 거의 없어 여름에는 덥고 건조한 사막 지대를 연상케 하는 지중해성 냉대 기후를 띄기도 한다.
| 심켄트의 기후                                                  | 심켄트의 기후 | 심켄트의 기후 | 심켄트의 기후 | 심켄트의 기후 | 심켄트의 기후 | 심켄트의 기후 | 심켄트의 기후 | 심켄트의 기후 | 심켄트의 기후 | 심켄트의 기후 | 심켄트의 기후 | 심켄트의 기후 | 심켄트의 기후 |
| 월                                                             | 1월           | 2월           | 3월           | 4월           | 5월           | 6월           | 7월           | 8월           | 9월           | 10월          | 11월          | 12월          | 연간          |
| -------------------------------------------------------------- | ------------- | ------------- | ------------- | ------------- | ------------- | ------------- | ------------- | ------------- | ------------- | ------------- | ------------- | ------------- | ------------- |
| 역대 최고 기온 °C (°F)                                         | 22.2 (72.0)   | 25.2 (77.4)   | 31.5 (88.7)   | 33.7 (92.7)   | 37.8 (100.0)  | 42.6 (108.7)  | 47.2 (117.0)  | 43.0 (109.4)  | 38.3 (100.9)  | 35.0 (95.0)   | 30.5 (86.9)   | 25.7 (78.3)   | 47.2 (117.0)  |
| 일평균 최고 기온 °C (°F)                                       | 4.5 (40.1)    | 6.5 (43.7)    | 13.6 (56.5)   | 20.5 (68.9)   | 26.5 (79.7)   | 32.1 (89.8)   | 34.5 (94.1)   | 33.6 (92.5)   | 27.9 (82.2)   | 19.7 (67.5)   | 11.8 (53.2)   | 5.6 (42.1)    | 19.7 (67.5)   |
| 일일 평균 기온 °C (°F)                                         | −0.8 (30.6)   | 0.8 (33.4)    | 7.4 (45.3)    | 14.3 (57.7)   | 19.8 (67.6)   | 25.0 (77.0)   | 27.3 (81.1)   | 26.1 (79.0)   | 20.2 (68.4)   | 12.7 (54.9)   | 5.9 (42.6)    | 0.3 (32.5)    | 13.3 (55.8)   |
| 일평균 최저 기온 °C (°F)                                       | −5.2 (22.6)   | −4.0 (24.8)   | 2.0 (35.6)    | 8.2 (46.8)    | 12.8 (55.0)   | 17.1 (62.8)   | 19.0 (66.2)   | 17.8 (64.0)   | 12.5 (54.5)   | 6.4 (43.5)    | 1.0 (33.8)    | −4.0 (24.8)   | 7.0 (44.5)    |
| 역대 최저 기온 °C (°F)                                         | −31.1 (−24.0) | −28.9 (−20.0) | −23.9 (−11.0) | −7.8 (18.0)   | −2.8 (27.0)   | 5.0 (41.0)    | 7.8 (46.0)    | 6.2 (43.2)    | −1.1 (30.0)   | −12.0 (10.4)  | −30.0 (−22.0) | −28.8 (−19.8) | −31.1 (−24.0) |
| 평균 강수량 mm (인치)                                          | 78 (3.1)      | 90 (3.5)      | 81 (3.2)      | 74 (2.9)      | 56 (2.2)      | 24 (0.9)      | 10 (0.4)      | 4 (0.2)       | 9 (0.4)       | 39 (1.5)      | 74 (2.9)      | 77 (3.0)      | 616 (24.2)    |
| 평균 강우일수                                                  | 5             | 7             | 9             | 9             | 9             | 5             | 4             | 3             | 3             | 6             | 6             | 6             | 72            |
| 평균 강설일수                                                  | 8             | 7             | 4             | 0.3           | 0             | 0             | 0             | 0             | 0             | 0.4           | 3             | 6             | 29            |
| 평균 상대 습도 (%)                                             | 75            | 73            | 67            | 63            | 56            | 44            | 39            | 34            | 39            | 55            | 69            | 75            | 57            |
| 출처: Pogoda.ru.net (평년값: 1991년~2020년, 극값: 1948년~현재) |               |               |               |               |               |               |               |               |               |               |               |               |               |

## 자매 도시
- 영국 스테버니지(Stevenage)
- 튀르키예 이즈미르
- 튀르키예 아다나
- 벨라루스 마힐료우(Mogilev)
- 이탈리아 그로세토(Grosseto)
- 태국 파타야
- 타지키스탄 후잔트